# Antonio Agustín
Antonio Agustín Albanell (latinizzazione: Agustinus; Saragozza, 17 febbraio 1517 – Tarragona, 31 maggio 1586) è stato un giurista, teologo, storico, bibliofilo, bibliografo e arcivescovo cattolico spagnolo.

## Biografia
Studiò prima ad Alcalà e Salamanca, poi dal 1535 si trasferì a Bologna (dove fu allievo di Andrea Alciato e poi di Mariano Socini il giovane), quindi nel 1537 a Padova (approfondendo le materie giuridiche, ma anche quelle umanistiche sotto Lazzaro Bonamico) fino al 1538; il suo ritratto è presente nella Sala dei Quaranta a Palazzo del Bo. Tornato a Bologna, nel 1541 si addottorò in utroque iure. Trasferitosi a Roma nel 1544, fu uditore del Tribunale della Rota Romana ed ebbe da papa Paolo III incarichi onorifici, che gli schiusero la via della prelatura; fu vescovo di Alife nel 1557, di Lérida nel 1561 e arcivescovo di Tarragona nel 1576. Prese inoltre parte al Concilio di Trento.
Tra il 1559 e il 1560 fu inviato in Sicilia come Visitatore regio da Filippo II, per indagare sulle malversazioni degli ufficiali della corte, e insieme al gentiluomo di casa di sua maestà, Juan Rodriguez Mausino, di rivedere i conti e i bilanci delle varie amministrazioni.
Ebbe vasti interessi umanistici e filologici, raccolse iscrizioni antiche e scrisse di numismatica. Parte della sua biblioteca è ospitata nell'Escorial.

## Opere pubblicate

### Filologia
- M. Terentii Varronis pars librorum quattuor et viginti De lingua latina, Romae: apud Vincentium Luchinum, 1557
- M. Verrii Flacci Qvae extant, et Sexti Pompei Festi de Verborum significatione, libri XX. In eundem Festum annotationes, Venetiis: Apud Ioannem Mariam Bonellvm, 1559.

### Storia
- Familiae romanae quae reperiuntur in antiquis numismatibus ab urbe condita ad tempora Diui Augusti ex biblioteca Fului Vrsini, adiunctis familiis XXX ex libro Antonii Augustini, Romae: impensis haeredum Francisci Tramezini: apud Iosephum de Angelis, 1577.
- Diálogos de medallas, inscripciones y otras antigüedades, en Tarragona: por Felipe Mey, 1587.
  -  Dialoghi intorno alle medaglie, inscrittioni et altre antichità, traduzione di Dionigi Ottaviano Sada, Roma, 1592.
- Fragmenta historicorum, collecta ab Antonio Augustino, emendata a Fulvio Ursino, Antuerpiae: Ex officina Plantiniana, apud viduam et Ioannem Moretum, 1595.
- Dialogos de las Armas, i Linages de la Nobleza de España, En Madrid: por Juan de Zuñiga, 1734.

### Diritto romano
- Emendationum et opinionum libri quattuor ad Modestinum sive excusationibus liber singulares. His libris maxima juris civilis pars ex Florentinis pandectis emendatur et declaratur, Venetiis: expensis haeredum Lucae Antonii Juntae Florentini, 1543.
- Constitutionum graecarum codicis Justiniani imperatoris, collectio et interpretatio. Juliani Antecessoris constantinopolitani novellarum ejusdem imperatoris epitome, additis latinis quibusdam novellis constitutionibus ejusdem. Cum paratitlis, siue scholiis, Ilerdae: Petrus Roburius, 1567.
- De nominibus propriis τοῦ Πανδέκτου Florentini (1579), Tarracone: Ex officina Philippi Meii, 1579.
- De legibus et Senatus consultis liber. Adiunctis legum antiquarum et senatusconsultorum fragmentis, cum notis Fulvi Ursini, Romae: Ex typographia Dominici Basae, 1583.

### Diritto canonico
- Antiquae collectiones decretalium, Ilerdae: apud Petrum Roburius et Ioannem a Villanoua, 1576.
- Constitutionum provincialium tarraconensium libri quinque, Tarracone: Apud Philippum Mey, 1580.
- Constitutionum synodalium Tarraconensium partes quinque, Tarracone: Apud Philippum Mey, 1581.
- Canones poenitentiales, cum quibusdam notis, Tarracone: Apud Philippum Mey, 1582
- Constitutiones concilii provincialis Tarraconensis editae mense novembri et decembri anni MDLXXXIV, Tarracone: Apud Phelippe Mey, 1585
- Iuris pontificii veteris epitome, Tarracone: Apud Philippum Mey, 1587 (2a. ed. Romae: Stephanum Paulinum, 1611-1614.
- De quibusdam veteribus canonum ecclesiasticorum collectoribus judicium, ac censura, 1611.
- De Emendatione Gratiani dialogorum libri duo, Tarracone: Apud Philippum Mey, 1587.

### Altre edizioni
- Opera omnia quae multa adhibita diligentia colligi potuerunt. 8 vol. Lucae: Typis Josephi Rocchii, 1765-1774.[3]

## Genealogia episcopale
La genealogia episcopale è:
- Cardinale Girolamo Grimaldi
- Arcivescovo Martinho de Portugal
- Arcivescovo Alfonso Oliva, O.E.S.A.
- Vescovo Girolamo Maccabei
- Vescovo Giovanni Giacomo Barba, O.E.S.A.
- Arcivescovo Antonio Agustín